# Navarredonda de la Rinconada
Navarredonda de la Rinconada è un comune spagnolo di 256 abitanti situato nella comunità autonoma di Castiglia e León.